# Claude Capperonnier
Pour les articles homonymes, voir Capperonnier.
Claude Capperonnier, né à Montdidier le 1er mai 1671 et mort à Paris le 24 juillet 1744, est un philologue français.

## Biographie
Né d'un père tanneur, il fait ses études à Amiens et à Paris. Après être entré dans les ordres, il enseigne le grec au séminaire de Montreuil (Pas-de-Calais), puis devient titulaire de la chaire de grec au Collège royal en 1722. 
Claude Capperonnier fut remplacé à la chaire de grec du Collège royal par son neveu Jean Capperonnier. 

## Œuvres
Il se fait connaître principalement par son édition du livre XII de De l'Institution oratoire de Quintilien, paru en 1725, ainsi que par ses travaux sur les rhétoriqueurs latins de l'Antiquité, publiés par Jean-Geoffroy Bauer sous le titre Antiqui rhetores latini en 1756, et sur l'Histoire byzantine de Nicéphore Grégoras, publiés à partir de 1829 par Immanuel Bekker.